# Porto Azzurro
Porto Azzurro, conhecido até ao início do século XX por Lungone ou Porto Lungone) é uma comuna italiana da região da Toscana, província de Livorno, com cerca de 3.211 habitantes. Estende-se por uma área de 13 km², tendo uma densidade populacional de 247 hab/km². Faz fronteira com Capoliveri, Portoferraio, Rio Marina, Rio nell'Elba.